# Patxaran
Patxaran je likér s příchutí trnky, který se běžně pije v Navarře a v Baskicku. Obvykle se podává jako chlazený digestiv.

## Historie
Patxaran se v Navarře podával již ve středověku, byl původně domácím likérem navarrského venkova a stal se populárním koncem 19. století. V padesátých letech 20. století byl komercializován a poté se stal velmi populárním i mimo Navarru. Nyní má status CHZO (chráněné zeměpisné označení), který chrání identitu lihoviny, včetně tradic a postupů její výroby, a také označuje, že se může vyrábět a stáčet pouze v určitých oblastech.

## Značky
- Zoco
- Etxeko
- Basarana
- Berezko
- Usua
- La Navarra
- Las Endrinas
- Baines